# Кожем'якін Андрій Анатолійович
Андрі́й Анато́лійович Кожем'я́кін (нар. 13 листопада 1965, Одеса) — український політик. Народний депутат України. Член партії ВО «Батьківщина» з січня 2008 року. Генерал-лейтенант.

## Біографія
Народився в родині спадкових «чекістів». Українець. Батько Анатолій Леонідович (1942—2005) — генерал-лейтенант СБУ. Мати Новела Василівна (1935) — інженер. Дружина Наталія Миколаївна (1967) — журналіст пресслужби Кабінету Міністрів України. Дочка Дарина (1986) — студентка факультету журналістики Київського національного університету. Син Руслан (1998). За словами Андрія Кожем'якіна, його родичі в жодних репресіях участі не брали[джерело?].
Батько, Анатолій Леонідович Кожем'якін до 1991 року працював в КДБ по «п'ятій лінії» (захист державності та боротьба з підривними ідеологічними центрами) на Західній Україні. Був знайомий зі всіма українськими дисидентами. За словами відомого дисидента І. Ґеля, Анатолій Кожем'якін брав участь у його арешті. Після чого, за особливі заслуги, пішов на підвищення до Львова[джерело?]. При створенні в структурі СБУ у 1991 році главку «К» по боротьбі з корупцією та організованою злочинністю призначення Анатолія Кожем'якіна здійснювалося спеціальною комісією, до якої належали Хмара, Скорік, Горинь. Анатолій Кожем'якін став одним із засновників СБУ та отримав звання генерал-лейтенанта. Загинув за дивних обставин в листопаді 2005 року.
У 1986 році Андрій Кожем'якін закінчив Київське вище військово-морське політичне училище. Потім служив на Чорноморському флоті МО СРСР в частинах, які займалися підводною диверсією (т. зв. морська розвідка).
Після закінчення у 1988 році школи КДБ служив у Севастополі в особливому відділі.
У 1996 році закінчив Київський університет імені Тараса Шевченка за напрямом «Правознавство».
- 1982–1986 — курсант.
- 1986–1988 — офіцер Чорноморського флоту МО СРСР.
- 1988–2004 — оперуповноважений, старший оперуповноважений, начальник напрямку, заступник начальника відділу, начальник відділу, заступник начальника служби, начальник служби, начальник управління Головного управління боротьби з корупцією та організованою злочинністю. У 2002, за його словами, брав участь у ліквідації злочинного наркоугруповання, до якого входили українські та американські громадяни, а також громадяни низки країн Європи. За проведення цієї операції достроково отримав звання полковника[джерело?].
- Квітень — вересень 2005 — заступник Голови Служби безпеки України з оперативних питань — начальник Головного управління боротьби з корупцією та організованою злочинністю[8][9].
- 24 серпня 2005 року надано військове звання генерал-майора[10].
- 2005–2006 — радник Голови Служби безпеки України Ігоря Дріжчаного.
- 4 січня 2008 — 11 березня 2010 — радник прем'єр-міністра України Юлії Тимошенко на громадських засадах.
- 25 березня 2016 року присвоєно військове звання генерал-лейтенанта[4].

Захоплюється спортом (великий теніс, східні єдиноборства), музикою, літературою та історією.

## Парламентська діяльність
Народний депутат України 5-го скликання з 25 травня 2006 до 12 червня 2007 від «Блоку Юлії Тимошенко», № 25 в списку. На час виборів: радник Голови Служби безпеки України, безпартійний. Член фракції «Блок Юлії Тимошенко» (з травня 2006). Член Комітету з питань законодавчого забезпечення правоохоронної діяльності, голова Спеціальної контрольної комісії з питань приватизації (з липня 2006). 12 червня 2007 достроково припинив свої повноваження під час масового складення мандатів депутатами-опозиціонерами з метою проведення позачергових виборів до Верховної Ради України.
Народний депутат України 6 скликання з 23 листопада 2007 до 12 грудня 2012 від «Блоку Юлії Тимошенко», № 23 в списку. На час виборів: в розпорядженні Голови СБУ на посаді заступника Голови Служби безпеки України, безпартійний. Член фракції «Блок Юлії Тимошенко» (з листопада 2007), перший заступник голови (листопад 2007 — грудень 2011), голова (з грудня 2011). Член Комітету з питань законодавчого забезпечення правоохоронної діяльності (з грудня 2007).
Народний депутат України 7-го скликання з 12 грудня 2012 до 27 листопада 2014 від ВО «Батьківщина», № 13 у списку. На час виборів: народний депутат України, член ВО «Батьківщина». Член фракції ВО «Батьківщина» (з грудня 2012). Голова Комітету з питань законодавчого забезпечення правоохоронної діяльності (з грудня 2012).
Народний депутат України 8-го скликання з 27 листопада 2014 до 29 серпня 2019 від ВО «Батьківщина», № 13 в списку. На час виборів: народний депутат України, член ВО «Батьківщина». Член фракції ВО «Батьківщина» (з листопада 2014). Голова Комітету з питань законодавчого забезпечення правоохоронної діяльності (з грудня 2014).
Кандидат у народні депутати від «Батьківщини», обраний на парламентських виборах 2019 року, № 7 у списку. Голова комітету з питань молоді і спорту у Верховній Раді України IX скликання (з 29 серпня 2019 року). У 2022 році відмовився від посади в новому складі Національного олімпійського комітету, сформованому на XXXVII Генеральній асамблеї НОКУ, пояснюючи це тим, що в комітеті не представлені спортсмени, що нині служать в лавах ЗСУ.  Так депутат запропонував обрати на його місце в складі НОКУ Нагорного Петра, командира взводу десантно-штурмових військ Збройних сил України, який зараз перебуває на передовій та є майстром спорту з греко-римської боротьби.

## Нагороди
- Орден Данила Галицького (2004)
- Медаль «За бездоганну службу» III ст. (19 серпня 1998) — за особисті заслуги у захисті державних інтересів України, зразкове виконання військового і службового обов'язку, високий професіоналізм та з нагоди 7-ї річниці незалежності України[14]
- «За мужність та відвагу» (2003)

## Кожем'якін у матеріалах Wikileaks
В одному з документів Wikileaks повідомляється про розмову ексглави МВС Юрія Луценка і посла США в Україні.
|  | «Зокрема, «помаранчевий» голова МВС Юрій Луценко розповів послу США в Україні, що отримав наказ від генпрокурора заарештувати соратників Тимошенко Олександра Турчинова та Андрія Кожем'якіна за те, що вони знищили документи СБУ, в яких йшлося про зв'язки Тимошенко з кримінальним бізнесменом Семеном Могилевичем. Луценко назвав наказ генпрокурора Медведька божевільним і, природно, його не виконав." |